# Tublopo
Tublopo is een bestuurslaag in het regentschap Timor Tengah Utara van de provincie Oost-Nusa Tenggara, Indonesië. Tublopo telt 1420 inwoners (volkstelling 2010).